# Pau d'Alexandria (patriarca)
|  | No s'ha de confondre amb Pau d'Alexandria, escriptor de temes d'astrologia al segle iv. |

Pau d'Alexandria (grec antic: Παύλος) va ser patriarca d'Alexandria de l'any 537 al 542.
Va ser elegit patriarca l'any 537 quan l'Església Ortodoxa d'Alexandria, que abans havia reconegut el miafisita Teodosi I, va exiliar Gaina. Va ser el primer seguidor dels conceptes aprovats al Concili de Calcedònia que va ser elegit patriarca des de l'any 482. Un sínode celebrat a Gaza el va deposar, però més tard va tornar a la seu del patriarcat. L'elecció d'aquest patriarca va portar a la divisió entre els miafisites i els ortodoxos, que dura fins avui.
Segons Procopi de Cesarea, quan Justinià I va fer patriarca a Pau, li va donar autoritat sobre el praefectus Aegypyi, anomenat Rhodon. Quan va pujar al patriarcat el primer acte de Pau va ser que Psoes, un diaca miafisita que escrivia en copte i que s'enfrontava amb ell, fos lliurat a Rhodon perquè el castigués. Rhodon el va torturar fins a la mort. Pau no ho havia ordenat, però Rhodon va dir el contrari, tot i les cartes que Justinià havia enviat al prefecte ordenant-li que obeís el patriarca. El poble d'Alexandria es va revoltar per aquest fet, i per pacificar-lo Justinià va destituir Rhodon i el va executar a Constantinoble per la seva responsabilitat en el martiri de Psoes. El següent governador d'Egipte, Liberi, va crucificar un home anomenat Arseni un dels responsables de la tortura i la mort de Psoes.
Va ser succeït pel patriarca Zoile.